# Tomasz Sapieha
Pour les articles homonymes, voir Sapieha.
Ne doit pas être confondu avec Tomasz Kazimierz Sapieha.
Tomasz Sapieha (né vers 1598, mort en 1646 à Vilnius), magnat polonais, membre de la famille Sapieha, voïvode de Wenden (1641) et de Nowogródek (1643).

## Biographie
Tomasz Sapieha est le fils de Mikołaj Sapieha (1558-1638) et de Raina Dorohostajska.
En 1617, il étudie au collège jésuite de Lublin. De 1619 à 1621, il étudie à l'université Jagellonne de Cracovie. Il étudie ensuite à Ingolstadt (1621), Padoue (1622), Bologne (1623) et Louvain(1625).
Après son retour au pays, il entre à la cour du roi Sigismond III Vasa. En 1632, il a perd une main dans un duel contre Jerzy Zenonowicz. Il sert à la tête d'un régiment de hussards dans la guerre contre le tsarat de Russie.
En 1640, il est élu maréchal de la Cour suprème de Lituanie. Il est nommé voïvode de Wenden en avril de 1641, et de Nowogródek en 1643.

## Mariage
Tomasz Sapieha épouse Zuzanna Chreptowicz, fille de Jerzy Chreptowicz (pl), voïvode de Nowogródek. Le mariage demeure sans enfants.

## Sources
- Notice dans un dictionnaire ou une encyclopédie généraliste :   - Polski Słownik Biograficzny
- Notices d'autorité :   - VIAF
  - ISNI
  - Pologne
  - NUKAT

- (pl) Cet article est partiellement ou en totalité issu de l’article de Wikipédia en polonais intitulé « Tomasz Sapieha » (voir la liste des auteurs).